# Південне залізничне напівкільце Києва

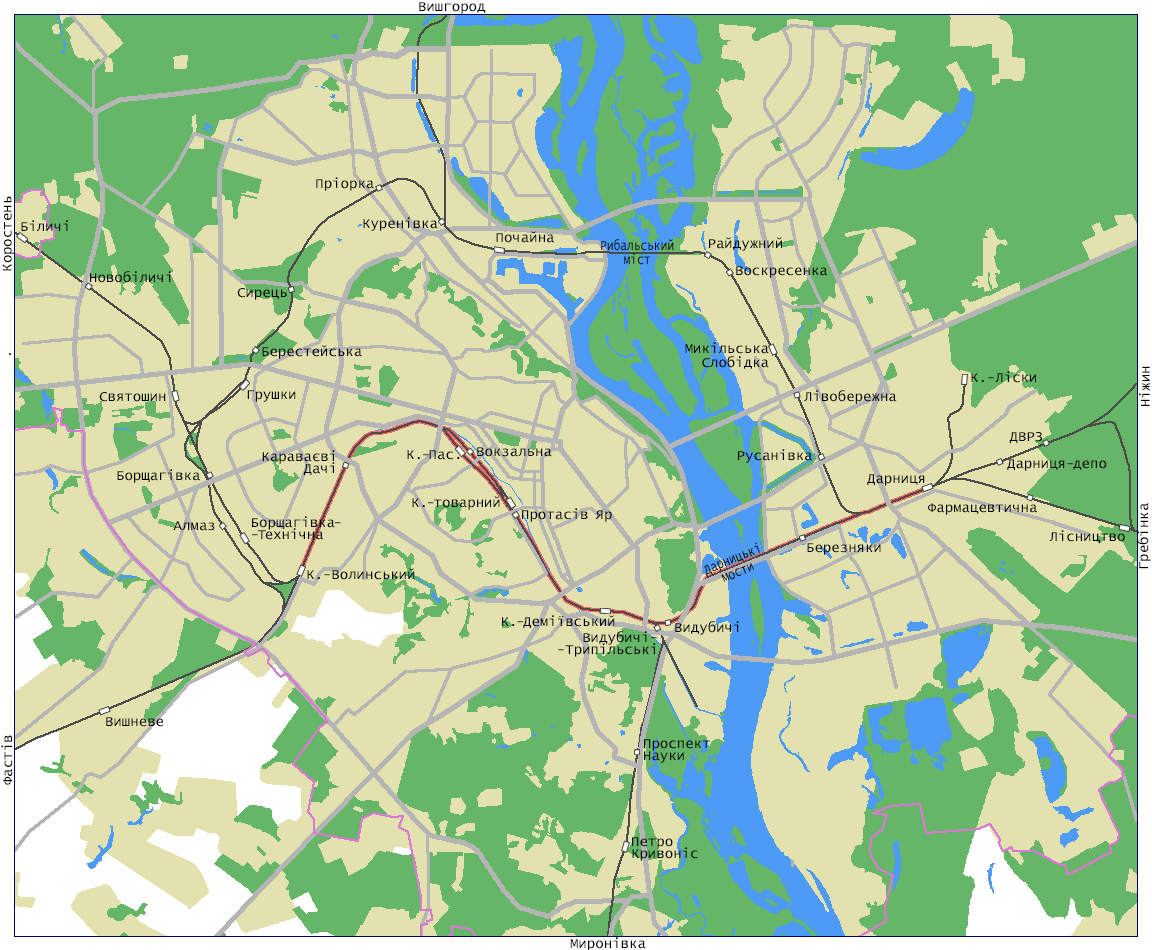

Південне залізничне напівкільце Києва — лінія Київського залізничного вузла.

## Історія та опис
Довжина 21 км. Південне залізничне напівкільце було споруджено в 1868—1870 рр. у складі Києво-Балтської та Курсько-Київської залізниць. У межах Києва траса Південного напівкільця проходить від станції Київ-Волинський до станції Дарниця. Починаючи від платформи Караваєві Дачі і до платформи Видубичі траса гілки проходить долиною річки Либідь. Залізницю перетинають численні шляхопроводи — Караваєвський, Повітрофлотський, Автовокзальний тощо, в районі платформи Протасів Яр залізниця проходить по Протасовським шляхопроводам. На гілці розташовані сім вокзалів — Київ-Волинський, Караваєві дачі, Центральний, Південний і Приміський станції Київ-Пасажирський, Київ-Деміївський, приміський вокзал станції Дарниця, восьмий — вокзал для поїздів далекого прямування станції Дарниця, на 2015 рік, знаходиться в стадії замороженого будівництва.
В результаті відкриття Дарницького автомобільно-залізничного мосту всі перегони напівкільця чотириколійні, починаючи з 2010 року ведуться роботи з прокладання 5-ї колії між станціями Київ-Пасажирський та Київ-Деміївський. Всі перегони електрифіковані. Діють десять станцій та зупинних платформ.
По лінії проходить інтенсивний трафік — як вантажний, так і пасажирський (приміського та далекого сполучення).

## Список зупинних пунктів
- Дарниця (станція, приміський вокзал, в перспективі — вокзал поїздів далекого прямування)
- Березняки (зупинний пункт)
- Ботанічна (закритий зупинний пункт, розібраний)
- Видубичі (платформа)
- Київ-Деміївський (станція, приміський вокзал)
- Протасів Яр (зупинний пункт)
- Київ-Товарний (товарна станція)
- Вокзальна (зупинний пункт)
- Київ-Пасажирський (станція, приміський вокзал, вокзали поїздів далекого прямування Центральний та Південний)
- Вагонне депо (службова платформа)
- Караваєві Дачі (зупинний пункт, приміський вокзал)
- Київ-Волинський (станція, приміський вокзал)

## Пересадні вузли
- Караваєві Дачі — пересадка між приміськими електропоїздами, автобусними і тролейбусними маршрутами;
- Видубичі — пересадка між приміськими електропоїздами, автобусними і тролейбусними маршрутами, метрополітеном і приміськими автобусами;
- Березняки — пересадка між приміськими електропоїздами, автобусними маршрутами.

## Цікаві факти
- Платформа Ботанічна була закрита у 2000 році у зв'язку з відкриттям нової платформи Видубичі в кілометрі на захід;
- Біля вагонного депо Київ-Пасажирський (ЛВЧД-1 ПЗЗ) знаходиться службова платформа Вагонне депо з виходом до станції швидкісного трамвая «Політехнічна».

## Ресурси Інтернету
Офіційний сайт Південно-Західної залізниці